# 선학체육관

## 요약

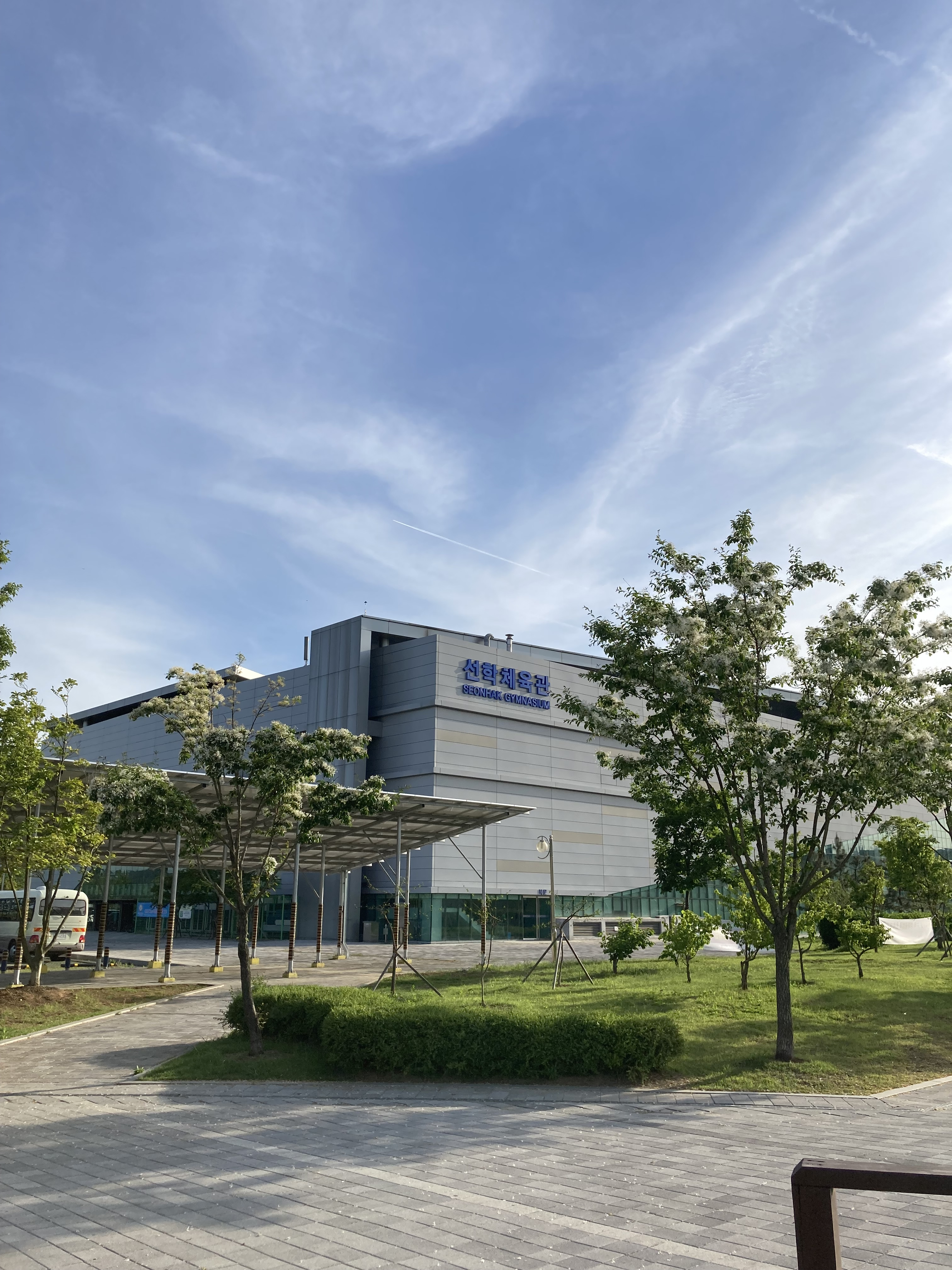
선학체육관연수구에 있는 선학체육관, 남동구와도 가깝다.

인천광역시 연수구 경원대로 526에 있는 선학체육관이다. 인천광역시체육회에서 관리 한다. 국기원의 태권도 심사, 승품심사를 선학체육관에서 한다. 전국바둑대회, 탁구대회, 각종 체육대회도 최근(2024년) 열렸다. 다용도로 사용하며 시민들의 체육능력 향상을 도모하는데 일조하고 있다.
| 대지면적 | 20,804㎡                                    |
| 건축면적 | 3,777.12㎡                                  |
| 연면적   | 6,800.15㎡                                  |
| 구조     | 철골조, 철근콘크리트조, PC조                |
| 규모     | 실내체육관 지하1층/ 지상3층, 관람석, 주차장 |
| 용도     | 문화 및 집회시설                            |
| 관람석   | 2,033석                                     |
| 주차장   | 98대                                        |
| 문의전화 | 032-821-5824                                |

## 위치/전화
- 주소  :  인천광역시 연수구 경원대로 526
- 전화  :  032- 821-5638

행사 또는 예약을 위해서는 인천광역시 소재의 시립공공체육시설로서 관리되고 있다는 점을 알아두는 것이 좋고, 인천광역시체육회(인천광역시 미추홀구 매소홀로 618)에 문의해야 한다.
- 접수/예약 : 인천광역시체육회 체육시설강의접수
- 접수/대관 : 인천광역시체육회 체육시설대관접수

## 시설현황
| 시설명         | 건축규모(m2) | 건축규모(m2) | 층수              | 수용인원 | 좌석수 |
| 시설명         | 건물연면적   | 경기장면적   | 층수              | 수용인원 | 좌석수 |
| -------------- | ------------ | ------------ | ----------------- | -------- | ------ |
| 선학하키경기장 | 6,175.38     | 10,064       | 지하1층 ~ 지상3층 | 8,209    | 8,209  |

주차대수가 여유가 있는 편이지만 경기 또는 행사가 있는날에는 자리가 없을정도로 인기다.

## 주요시설
| 구 분   | 면적(㎡) | 주 요 용 도                                                         | 비고 |
| ------- | -------- | ------------------------------------------------------------------- | ---- |
| 지하1층 | 573.9    | 기계실, 전기실, 정화조관리실, 소화펌프실, 발전기실, 방재실 등       |      |
| 지상1층 | 3,611.44 | 경기장, 매표소, 매점, 사무실, 경기지원실, 기자실, 방풍실, 화장실 등 |      |
| 지상2층 | 1,233.59 | 관람석, 복도, 수유실, 화장실, 소방용밸브실 등                       |      |
| 지상3층 | 1,381.22 | 관람석, 방송음향조정실, 공조실, 소방용밸브실 등                     |      |
| 소계    | 6,800.15 |                                                                     |      |